# Lista de personagens de Kaiju No. 8
Esta é uma lista de personagens da série de mangá Kaiju No. 8, criado por Naoya Matsumoto.

## Principais

### Kafka Hibino / Kaiju No. 8
Dublado por: Masaya Fukunishi, Megumi Han (criança) (Japão); Leonardo Santhos, Victor Hugo Fernandes (criança) (Brasil);
Kafka Hibino (日比野 カフカ, Hibino Kafuka) é um homem de 32 anos que tem o desejo de entrar na Força de Defesa para lutar ao lado de sua amiga de infância, Mina Ashiro. Após várias tentativas frustradas de entrar na Força de Defesa, ele abre mão de seu sonho e passa a trabalhar como limpador em uma empresa especializada em eliminar restos mortais de kaijus. Sua vida muda drasticamente quando uma pequena criatura parasita (dublada por Tarako) entra em seu corpo pela boca, ganhando a habilidade de se transformar em um kaiju. Sendo apelidado posteriormente de "Kaiju No. 8 (怪獣8号, Kaijū 8-gō)" pela Força de Defesa após escapar da mesma, Kafka demonstra enorme força física, velocidade, resistência, capacidade de regeneração e a habilidade de detectar outros kaijus quando está na forma de monstro. Com um nível de força de 9.8, é considerado o kaiju mais poderoso reconhecido pela Força de Defesa. Devido à limitada eficácia de seu traje de combate, Kafka utiliza seu conhecimento de anatomia kaiju adquirido em sua jornada na indústria de eliminação, para auxiliar seus colegas de equipe a vencer os kaijus.
A situação de Kafka na série foi parcialmente inspirada pelas dificuldades da carreira do autor na criação de mangás. O design do Kaiju No. 8 foi inspirado em representações de oni, enquanto o brilho azul do design foi inspirado no filme Tron (1982).

### Reno Ichikawa
Dublado por: Wataru Katoh (Japão); Heitor Assali (Brasil);
Reno Ichikawa (市川 レノ, Ichikawa Reno) é um jovem de 18 anos que inicia seu trabalho na mesma empresa de Kafka com o intuito de integrar a Força de Defesa. Ele logo se torna amigo de Kafka e o ajuda a manter em segredo sua transformação em kaiju. Reconhecido como um recruta promissor, Reno destaca-se rapidamente como um dos recursos mais valiosos da Força de Defesa, sendo transferido para a Quarta Divisão após a ruína da base da Terceira Divisão. Sua compatibilidade com a arma No. 6, feita a partir dos restos do Kaiju No. 6, que havia devastado a Força de Defesa anteriormente e cuja fortitude que chega a 9.6, é notável. A arma No. 6 se manifesta como uma armadura que incrementa a força e a agilidade de Reno, concedendo-lhe habilidades de criocinese.

### Kikoru Shinomiya
Dublado por: Fairouz Ai (Japão); Marianna Alexandre (Brasil);
Kikoru Shinomiya (四ノ宮 キコル, Shinomiya Kikoru) é uma jovem de 16 anos que entra na Terceira Divisão juntamente com Kafka e Reno. Uma prodígio exterminadora de kaijus, Kikoru desponta como uma dos mais talentosos membros da Força de Defesa, registrando o maior índice de poder de combate entre os recrutas. Seu pai, Isao, ocupa o cargo de Diretor Geral da Força de Defesa, ao passo que sua mãe, Hikari, foi capitã da Segunda Divisão que faleceu em serviço durante o combate a uma invasão de kaijus liderada pelo Kaiju No. 6 dez anos antes dos acontecimentos da série. Ela empunha um machado gigante como sua arma pessoal e recebeu como herança a armadura No. 4 de sua mãe, a qual lhe confere maior agilidade e a capacidade de voar.

## Força de Defesa

### Executivos

#### Isao Shinomiya
Dublado por: Tenssho Genda (Japão); Maurício Berger (Brasil);
Isao Shinomiya (四ノ宮 功, Shinomiya Isao) é o Diretor Geral da Força de Defesa e pai de Kikoru, reconhecido como um dos guerreiros mais habilidosos na história da organização. Isao utiliza a arma No. 2, criada a partir dos restos do Kaiju No. 2 sob a forma de uma armadura e luvas energizadas, conferindo-lhe uma força sobre-humana e a capacidade de lançar rajadas que aumentam seu alcance de ataque. Após a trágica morte de sua esposa, Hikari, Isao começa a treinar Kikoru no combate contra os kaijus. Ele submete Kafka a um teste de batalha, optando por não descartá-lo, mas sim usá-lo como uma carta importante para a Força de Defesa. Em meio a um ataque do Kaiju Nº 9 em Tóquio, Isao é morto e absorvido pela criatura.

#### Keiji Itami
Dublado por: Takayuki Sugo (Japão); Guilherme Lopes (Brasil);
Keiji Itami (伊丹 啓司, Itami Keiji)  é um diligente Vice-Diretor da Força de Defesa que assume o cargo de Diretor após a morte de Shinomiya pelas mãos do Nº 9.

### Primeira Divisão

#### Gen Narumi
Dublado por: Koki Uchiyama (Japão); Pedro Crispim (Brasil);
Gen Narumi (鳴海 弦, Narumi Gen) é o capitão da Primeira Divisão da Força de Defesa e o mais forte e ativo dentre os outros. Ele usa a arma No. 1, confeccionada com os restos mortais do Kaiju Nº 1, a qual lhe permite prever os movimentos dos seres vivos ao detectar seus pontos fracos, além de notar com antecedência os próximos atos desses.

#### Rin Shinonome
Rin Shinonome (東雲りん, Shinonome Rin) é uma líder de pelotão da Primeira Divisão que admira muito Gen. Sua arma preferida é uma minigun, a qual usa com frequência.

### Segunda Divisão

#### Juga Igarashi
Jura Igarashi (五十嵐 ジュラ, Igarashi Jura)  é o capitão da Segunda Divisão da Força de Defesa e irmão mais velho de Hakua Igarashi.

### Terceira Divisão

#### Mina Ashiro
Dublado por: Asami Seto (Japão); Luísa Viotti (Brasil);
Mina Ashiro (亜白 ミナ, Ashiro Mina) é a capitã de 27 anos da Terceira Divisão da Força de Defesa e a amiga de infância de Kafka, com quem fez o compromisso de enfrentar kaijus. Ela se destaca entre os capitães da Força de Defesa devido à sua excepcional força e habilidade no manuseio de armas de fogo, potencializando seus tiros de forma a torná-los mais letais em relação aos demais. Possuidora de um canhão de mão como arma pessoal, revela-se uma combatente eficaz contra os gigantes kaijus.

#### Soshiro Hoshina
Dublado por: Kengo Kawanishi (Japão); Yan Gesteira (Brasil);
Soshiro Hoshina (保科 宗四郎, Hoshina Soshirō) é o vice-capitão da Terceira Divisão e um espadachim talentoso, especializado em combater kaijus de menor porte. Seus superiores frequentemente o aconselham a abandonar seu posto de oficial de campo devido à sua falta de habilidade com armas de fogo. Mina, por outro lado, reconhece o valor de suas habilidades como espadachim e o nomeia como seu vice-capitão. A partir da recomendação de Soshiro, Kafka é submetido a um novo treinamento como cadete na Terceira Divisão. Em segredo, Soshiro desconfia de Kafka, pois durante um teste de aptidão para salvar Kikoru de um honju, o traje de Kafka parou de funcionar, coincidindo com um registro de fortitude de 9.8 da Terceira Divisão. Durante a batalha contra o Kaiju No. 10, Soshiro consegue paralisar temporariamente o adversário, permitindo que Mina o incapacite. Em seguida, ele se transforma em uma arma numerada compatível com Soshiro, assumindo a forma de um traje consciente com uma cauda que pode ser utilizada para ataques.

#### Iharu Furuhashi
Dublado por: Yūki Shin (Japão); Yuri Tupper (Brasil);
Iharu Furuhashi (古橋 伊春, Furuhashi Iharu) é um novo recruta que se une à Terceira Divisão ao lado de Kafka, Reno e Kikoru. Ele e Reno acabam entrando no mesmo pelotão e criam uma rivalidade durante o treinamento.

#### Haruichi Izumo
Dublado por: Keisuke Komoto (Japão); Giovane Crema (Brasil);
Haruichi Izumo (出雲 ハルイチ, Izumo Haruichi) é um novo recruta que entra para a Terceira Divisão. É descendente da família Izumo e ligado à corporação Izumo Tech, que fabrica equipamentos para a Força de Defesa.

#### Aoi Kaguragi
Dublado por: Shunsuke Takeuchi (Japão); Wesley Santana (Brasil);
Aoi Kaguragi (神楽木 葵, Kaguragi Aoi) é um oficial da FTAJ que se junta à Terceira Divisão e se une ao pelotão de Haruichi.
Konomi Okonogi
Dublado por: Sayaka Senbongi (Japão); Amanda Brigido (Brasil);
Konomi Okonogi (小此木 このみ, Okonogi Konomi) é a operadora principal da Terceira Divisão, responsável por fornecer informações aos oficiais em campo, e supervisiona a energia emitida pelos trajes dos oficiais e pode remover seus limitadores para permitir saídas de maior intensidade.

#### Akari Minase
Dublado por: Nene Hieda (Japão); Gabriela Salman (Brasil);
Akari Minase (水無瀬あかり, Minase Akari) é uma oficial que se integrou à Terceira Divisão.

#### Hakua Igarashi
Dublado por: Mayuko Kazama (Japão); Karen Padrão (Brasil);
Hakua Igarashi (|五十嵐ハクア, Igarashi Hakua) é uma oficial alta com cabelos azuis que entra na Terceira Divisão e irmã mais nova de Jura Igarashi.

#### Tae Nakanoshima
Dublado por: Mutsumi Tamura (Japão); Gabriela Medeiros (Brasil);
Tae Nakanoshima (|五十嵐ハクア, Nakanoshima Tae) é uma líder de pelotão da Terceira Divisão da Força de Defesa que gosta de homens mais jovens. Haruichi e Aoi fazem parte do seu pelotão.

#### Ryo Ikaruga
Dublado por: Makoto Furukawa (Japão); Léo Martins (Brasil);
Ryo Ikaruga (斑鳩亮, Ikaruga Ryō) é um líder de pelotão da Terceira Divisão, onde Reno e Iharu fazem parte.

### Quarta Divisão

#### Jugo Ogata
Jugo Ogata (緒方ジュウゴ, Ogata Jūgo) é o capitão da Quarta Divisão da Força de Defesa, o qual treina Reno e Iharu quando eles se juntam à Quarta Divisão após a destruição da base da Terceira Divisão e supervisiona o treinamento de Reno com a arma numerada No. 6.

### Sexta Divisão

#### Soichiro Hoshina
Sōichirō Hoshina (保科宗一郎, Hoshina Sōichirō) é o capitão da Sexta Divisão da Força de Defesa. É o irmão mais velho de Soshiro Hoshina (vice-capitão da Terceira Divisão) e usa o estilo de lâmina única.

## Kaijus

### Kaiju No. 9
Dublado por: Hiroyuki Yoshino (Japão); Cleiton Rasgah (Brasil);
Kaiju No. 9 (怪獣9号, Kaijū 9-gō) é um kaiju humanoide capaz de gerar outros kaijus e assimilar humanos, assumindo sua aparência e lembranças. O No. 9 se infiltra na sociedade ao se disfarçar como um limpador de monstros gigantes humano chamado Takamichi Hotaka (dublado por Tomokazu Sugita). É ele quem planeja a maioria das tragédias que afetam a Força de Defesa. Ao absorver Isao Shinomiya e sua arma No. 2, o No. 9 aumenta significativamente sua força e habilidade de criar kaijus mais poderosos. Constantemente em busca de conhecimento, o No. 9 almeja construir um mundo favorável à prosperidade dos kaijus.

### Kaiju No. 10
Dublado por: Kenta Miyake (Japão); Luiz Carlos Persy (Brasil);
Kaiju No. 10 (怪獣10号, Kaijū 10-gō) é um kaiju humanoide que lidera um ataque à base da Terceira Divisão, comandando um grupo de kaiju wyvern. Ele acaba sendo derrotado por Soshiro e Mina e é capturado pela Força de Defesa. Durante sua prisão, o Nº 10 revela que seu criador é o Kaiju Nº 9 e pede a sua transformação em uma arma numerada para ser utilizado por Soshiro. Este se torna o primeiro kaiju a ser convertido em uma arma numerada enquanto ainda está vivo, preservando sua consciência. O Nº 10 possui um nível máximo de fortitude de 9.0.